# Ernst Anliker (Politiker, 1892)
Ernst Anliker (* 18. Juni 1892 in Inkwil; † 1975; heimatberechtigt in Gondiswil) war ein Schweizer Politiker (SP).

## Leben
Anliker absolvierte das Lehrerseminar Bern-Hofwil und arbeitete von 1912 bis 1917 als Primarlehrer in Herzogenbuchsee. Er studierte an den Universitäten Bern und Göttingen und promovierte 1922 in Bern zum Dr. phil. II (= Naturwissenschaften). Von 1922 bis 1934 arbeitete er als Sekundarlehrer in Bern, von 1934 bis 1947 als Lehrer der Berner Töchterhandelsschule.
Er gehörte von 1932 bis 1947 dem Berner Stadtrat an; 1936 präsidierte er den Rat. Von 1947 bis 1959 war Anliker im Gemeinderat der Stadt Bern und stand der Baudirektion vor. Er war ausserdem von 1942 bis 1946 und ab 1951 Mitglied des Grossen Rates des Kantons Bern.